# Luis de Pablo
Luis de Pablo Costales (Bilbao, 28 de enero de 1930-Madrid, 10 de octubre de 2021) fue un compositor español perteneciente a la generación de compositores españoles bautizada por Cristóbal Halffter como la Generación del 51. Desempeñó una labor pionera en la difusión de la música culta contemporánea en España y fue el creador del primer laboratorio de música electroacústica en España.

## Biografía
En 1938 comenzó sus estudios musicales en el colegio de “Las monjas francesas” de Fuenterrabía. Sin haber dejado de estudiar música terminó la carrera de Derecho en 1952 y dos años más tarde hizo sus primeras composiciones significativas: Invenciones y Comentarios.
En 1958, se constituyó el grupo “Nueva Música”, del que formó parte activa. En 1959, fundó “Tiempo y Música” y, bajo este título, organizó conciertos y actividades paralelas tendentes a presentar en Madrid obras clave de la música contemporánea europea. Se adhirió al grupo “Música abierta” de Barcelona y realizó su primer viaje a Darmstadt, donde se interpretarían algunas de sus obras dirigidas por Pierre Boulez o Bruno Maderna.
El primer año de la década de los 60, Luis de Pablo fue nombrado presidente de Juventudes musicales de España. Compuso Radial, su primera obra estrenada fuera de España (Festival de Palermo). Al año siguiente tradujo la monografía de Stuckenschmidt sobre Arnold Schönberg. Viajó por Francia, Alemania e Italia presentando obras propias. Compuso Polar, obra para 11 instrumentistas en 3 grupos. Un año después fue contratado por las editoriales Tonos (Darmstadt) y Modern (Múnich) para publicar sus obras.
En 1963, tradujo textos de Anton Webern. Viajó a México. Coorganizó el Congreso Internacional de Juventudes Musicales en Palma de Mallorca. Dejó la presidencia de Juventudes musicales de España y concluyó su actividad en “Tiempo y Música”.
En 1964, organizó en Madrid una primera (y última) bienal de música contemporánea. Se fue a Polonia invitado por la unión de compositores polacos. Inició la serie Módulos. Con el apoyo de empresas privadas, fundó “Alea” para proseguir con la actividad concertística de “Tiempo y Música” y creó el primer laboratorio de música electrónica existente en España. Fue el primer artista en utilizar un ordenador IBM para crear una obra. Un año después se marchó al Líbano para formar parte del jurado de un premio de composición de juventudes musicales. Viajó a Venezuela. A su vuelta, se realizó el primer concierto de “Alea”. Se programaron obras suyas en el festival de la Sociedad Internacional de Música Contemporánea (SIMC), que se celebró en Madrid. Al año siguiente se hizo miembro de dicha sociedad.

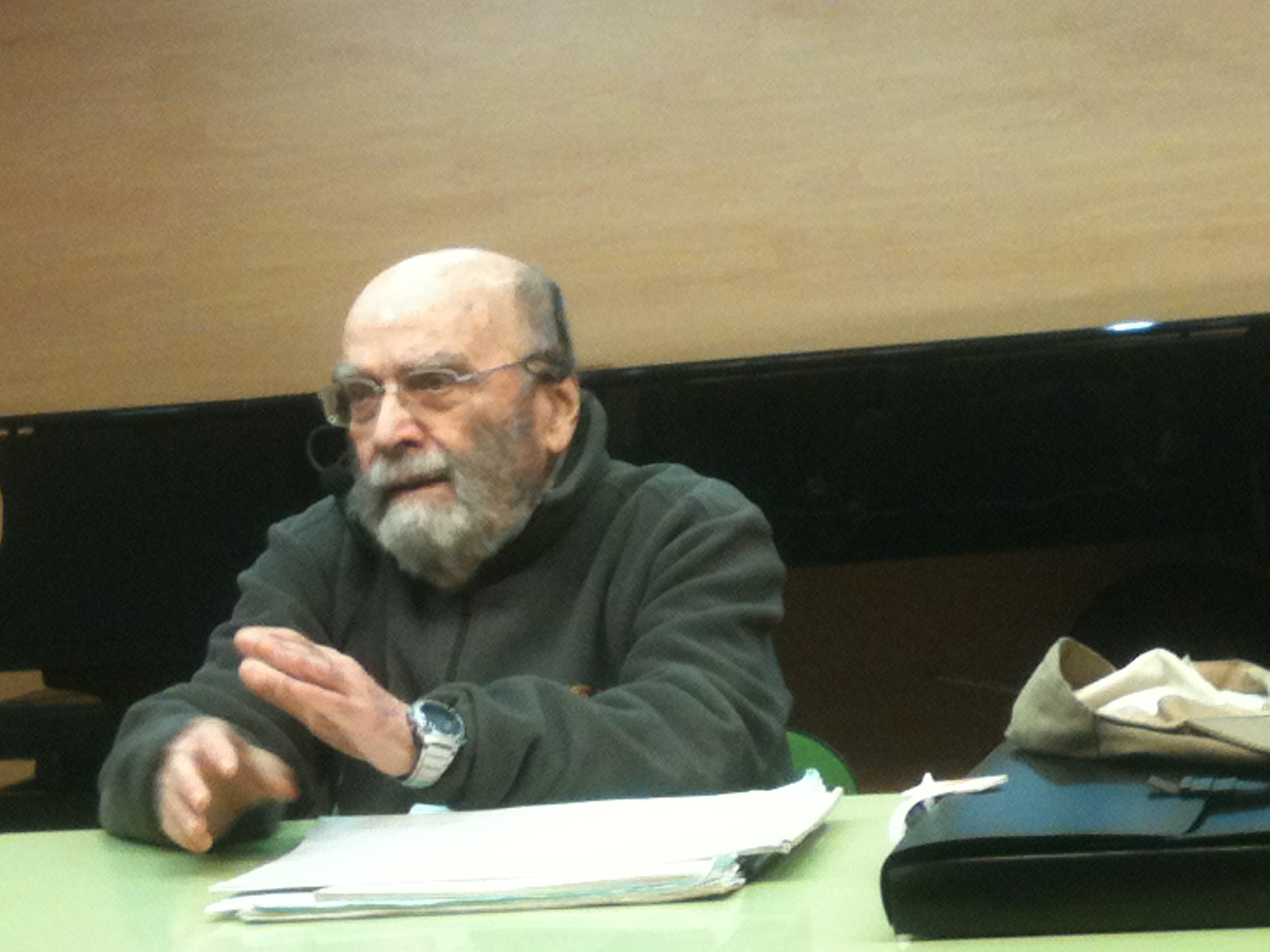
Luis de Pablo durante una conferencia en el conservatorio Joaquín Turina de Madrid (2014)

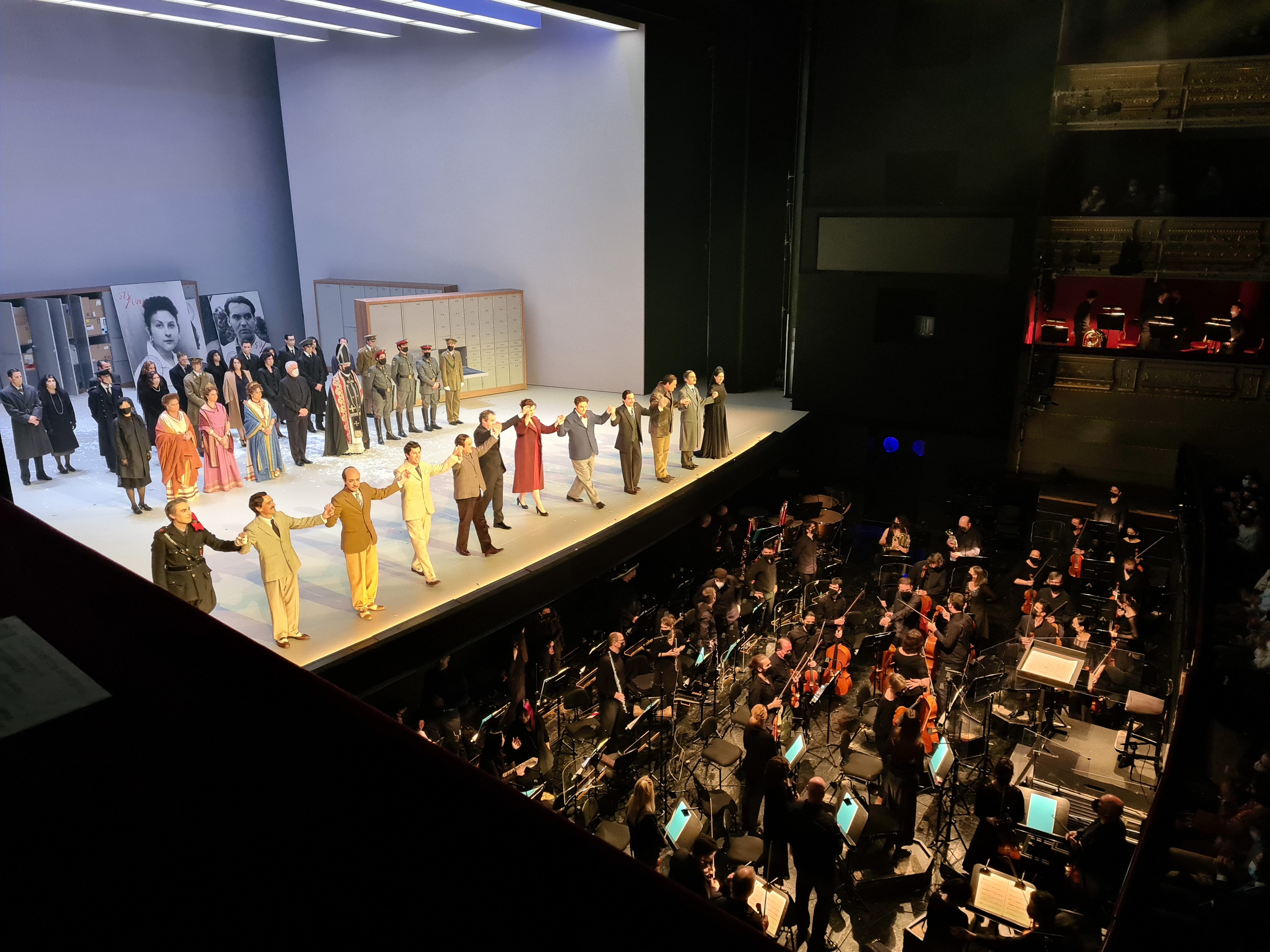
Saludos de los intérpretes tras una representación de la ópera El abrecartas de Luis de Pablo. La obra, con libreto del compositor basado en una novela de Vicente Molina Foix, se estrenó póstumamente en el Teatro Real de Madrid en febrero de 2022.

Durante 1967, realizó viajes a La Habana, Praga y Varsovia. Fue invitado por el Deutscher Akademischer Austauschdienst a residir durante un año en Berlín. Participó como jurado en premios internacionales de composición, como los de la Fundación Royaumont y la Bienal de París. Representó a España en el festival de la SIMC celebrado en Praga. Firmó un contrato de exclusividad con la editorial Salabert. Al año siguiente, fundó junto con Horacio Vaggione el grupo “Alea, Música Electrónica Libre”. Publicó sus libros Aproximación a una estética de la música contemporánea y Lo que sabemos de la música.
En 1969, viajó a Argentina, invitado a impartir cursos en el Instituto Torcuato di Tella de Buenos Aires y en Santa Fe. Representó a España en el festival de la SIMC celebrado en Hamburgo. Una grabación de obras suyas obtiuvo el Grand Prix du Disque de la Academia Charles Cros de París.
En 1970, en las Semanas Internacionales de la Música de París le dedicaron seis conciertos monográficos. Un año después impartió cursos en varias ciudades argentinas: Buenos Aires, Rosario, Córdoba, La Plata… Fue nombrado profesor de análisis de música contemporánea en el Real Conservatorio Superior de Música de Madrid. Tomás Marco publicó la primera biografía de Luis de Pablo.
En 1972, promovió y dirigió, con José Luis Alexanco, los “Encuentros de Arte” de Pamplona. También fue jurado en el premio internacional de composición de la SIMC italiana. Le dedicaron un programa de una hora en la televisión belga.
En 1973, fue “Visiting slee profesor” en Búfalo y expandió su actividad docente en Albany, Nueva York, Montreal, Otawa y Toronto. El gobierno francés le concedió el título de Caballero de las Letras y las Artes. Al año siguiente fue nombrado profesor de análisis de la música contemporánea en el departamento de Música de las universidades de Ottawa y Montreal. Fue jurado en el premio de composición de la Fundación Calouste Gulbenkian de Lisboa. Firmó un contrato con las Edizioni Suvini Zerboni de Milán para la publicación de sus obras. Se interesó por la composición de obras con cierta dimensión teatral.
En 1975, dio conciertos monográficos en Madrid y Ottawa. Se casó con la pintora Marta Cárdenas. El Deutscher Akademischer Austauschdienst le invitó a una estancia de dos meses en Berlín. Al año siguiente hizo conciertos monográficos en Estoril, Las Vegas y Bonn. Y un año después Radio Nacional de España (RNE) le dedicó una serie de diez programas a su música. Encargos de la semana de música religiosa de Cuenca, del festival de Metz, de la Unión Europea de Radiodifusión y del clarinetista Harry Sparnaay. En 1978, realizó cursos en Saintes y Madrid. Presentó en RNE un ciclo de programas sobre músicas de tradición no occidental. Encargos de Radio France, de RNE y del Festival Internacional de Santander. Al año siguiente permaneció dos meses en Estocolmo, invitado por el Instituto Sueco de Cultura. Lo nombraron jurado en los premios internacionales de Composición Luigi Dallapiccola, Olivier Messiaen y Terni. Se convirtió en el profesor de los cursos de la Accademia Musicale Chigiana de Siena. Recibió en Barcelona el premio Luigi Dallapiccola. Realizó una nueva serie de programas sobre sus obras en RNE. Escogió una pieza teatral de Alfonso Vallejo como base para una ópera.
En 1980, con motivo de su 50 aniversario, se le dedicaron conciertos monográficos en Madrid, Bilbao, París, Ginebra, Lisboa, Estoril, Oslo, Estocolmo y Montreal. Radio France dedicó una serie de diez programas a su música. Se publicó una biografía escrita por José Luis García del Busto. Fue jurado del premio de la SIMC en Gante. Encargos del Festival de Lille, del IRCAM de París y de Cruz Roja Española. Un año después realizó una serie de conciertos en EE. UU. Fue nombrado presidente de la sección española de la SIMC. Al año siguiente fue nombrado consejero artístico del Festival de Lille. Recibió un premio del Ministerio de Cultura a una grabación discográfica de obras suyas. Impartió un curso de composición en los cursos “Manuel de Falla” anejos al festival de Granada. Fue jurado en Saint-Rémy-de-Provence. Terminó la ópera Kiu.
En 1983, fue jurado del concurso “Karlheinz Stockhausen” en Brescia. Recibió la cruz de oro de la Cruz Roja Española. Impartió cursos de música electroacústica e informática de Granada y Vitoria. Recibió encargos de la orquesta de la radio de Países Bajos, RNE, y de la quincena musical donostiarra. El Ministerio de Cultura le encargó la puesta en marcha y difusión del Centro para la Difusión de la Música Contemporánea (CDMC). Al año siguiente, realizó conferencias y clases magistrales en Gerona, Alicante y Salamanca. Fue jurado en el premio de música electroacústica de Bourges. Formó parte del comité para la construcción de la Ópera de la Bastilla de París. Inició la composición de su segunda ópera en colaboración con Vicente Molina Foix como libretista. Trabajando en la versión definitiva de We, en el laboratorio de electroacústica de Cuenca, sufrió un infarto de miocardio.
En 1985, fue nombrado miembro del jurado del Premio Europeo de Composición de Roma. Efectuó conciertos monográficos y conferencias en Burdeos, Madrid y Lisboa. Se le encargó la orquestación de un lied de Gustav Mahler partiendo de los primeros compases que orquestó el propio Mahler. Trabajó en los encargos del Groupe Vocal de France y del cuarteto Arditti. Abandonó la dirección del CDMC. Un año después, en 1986 dio cursos y clases magistrales sobre su música en Villafranca del Bierzo y en Madrid, además de participar como compositor en el II Festival Internacional de Música Contemporánea de Alicante. Fue invitado por el gobierno danés a un congreso en Copenhague. El gobierno francés le concedió la medalla de oficial de la Orden de las Artes y las Letras. El rey de España le impuso la medalla de Oro al mérito en las Bellas Artes. Realizó conciertos monográficos en Madrid, Londres y París.
En 1987, viajó a Japón, invitado por la Fundación de Japón. Realizó los encargos de la Fundación Suntory de Tokio y de la ciudad de Rennes. Se publicó Escritos sobre Luis de Pablo. Realizó conciertos monográficos en Bergen, París, Lisboa y comenzó la serie de piezas pianísticas que fue agrupando en cuadernos de Retratos y transcripciones. Al año siguiente, le concedieron la medalla de la ciudad de Rennes. Se convirtió en el encargado del Ministerio de Cultura de Francia. Dio conferencias y conciertos monográficos en Tokio. Fue nombrado miembro correspondiente de la Real Academia de Bellas Artes de Granada. Un año después, fue elegido número de la Real Academia de Bellas Artes de San Fernando, de Madrid. Impartió conferencias y cursos sobre “La voz en mi música” en Madrid. Le concedieron cinco programas dedicados a su música en Radio France.
En 1990, con motivo de su 60 aniversario, recibió diversos homenajes, fue invitado a dar conferencias y se programaron conciertos monográficos en diversos lugares: Londres, Metz, Bilbao, Barcelona, París y  México. Radio France programó doce emisiones sobre su música. Recibió encargos de la Orquesta Sinfónica de Euskadi, de la Orquesta de la Emilia Romagna, del Festival de Canarias, de la Fundación Albéniz y de la AIEC de Lille. Al año siguiente recibió el Premio Nacional de Música. En el festival de Holanda se ofrecieron ocho composiciones suyas. Realizó conciertos monográficos en Cremona, Marsella, Tolone, Tokio, Barcelona y en la Bienal de Venecia. La Bienal de Venecia y el Ministerio de Cultura español le encargaron una ópera para la cual trabajó de nuevo sobre un libreto de Molina Foix. Intervino en la comisión para la organización de “Madrid, capital europea de la cultura, 1992”.
En 1993, se repuso su ópera Kiu y en la Bienal de Venecia se estrenó su ópera La madre invita a comer. Al año siguiente residió durante dos meses en la Academia Española de Bellas Artes de Roma. Para su cuarta ópera escogió un texto de Mircea Eliade. La Sociedad Filarmónica de Bilbao le encargó la composición de un cuarteto de cuerdas para conmemorar el centenario de su fundación. En 1995, la Academia de Bellas Artes de San Fernando le encargó una pieza para conmemorar el 250 aniversario de su constitución y un año después la Orquesta Nacional de España le encargó un concierto de violín. En 1997, sus manuscritos fueron adquiridos por el archivo Goffredo Petrassi de la Universidad de La Latina. Fue nombrado doctor honoris causa por la Universidad Complutense de Madrid. El Teatro Real de Madrid le encargó una ópera. Un año después la Fundación Autor publicó Encuentros con Luis de Pablo de Piet de Volder. Estrenó en el Festival de Segovia la versión definitiva de Portrait imaginé.
En 1999, se convirtió en compositor residente del conservatorio de Estrasburgo y en 2001 estrenó La señorita Cristina.
En 2004, fue elegido miembro de la Academia de Bellas Artes de Bélgica, sucediendo a Luciano Berio. Recibió el premio de música de la Fundación Guerrero por el conjunto de sus obras, el Premio de Composición Musical Príncipe Pierre de Mónaco por Frondoso Misterio y el Premio Amalur en San Sebastián. Se convirtió en jurado del premio Villa de Madrid, jurado del premio de composición Rodolfo Halffter de México y de los Reina Elisabeth y clave de Bélgica. La Bienal de Venecia le encargó una ópera de cámara. Durante 2005, recibió el Premio de las Artes de la Confederación Española de Organizaciones Empresariales. Recibió la medalla de oro del Círculo de Bellas Artes de Madrid. En ese año terminó su quinta ópera El parque, sobre la pieza teatral Sotoba Komachi de Yukio Mishima, que se estrenó al año siguiente en la Bienal de Venecia.
En 2007, se convirtió en miembro de la Academia Nacional de Santa Cecilia de Roma y un año más tarde se convirtió en jurado del Concurso de clarinete de Dos Hermanas (Sevilla) y fue presidente del jurado del Concurso de coros del Festival de las Catedrales de Picardía. Curso y conciertos en Bari y un año después alcanzó el Premio Iberoamericano Tomás Luis de Victoria.
Escribió una ópera titulada El abrecartas, con libreto de Vicente Molina Foix, en el que adaptaba su novela homónima. Fue la tercera colaboración operística entre ambos autores. El compositor no la llegaría a ver nunca representada, pues su estreno se demoró hasta el 16 de febrero de 2022 interpretándose en el Teatro Real de Madrid. Cuenta en total con 6 escenas más un prólogo. La ópera transcurre en la España de la primera mitad del siglo XX, abarcando aproximadamente 50 años (1907 -1956). En la novela original el ámbito temporal se alarga más, pero ambos autores decidieron escoger únicamente la primera parte del libro.
Sus obras fueron publicadas por Edizione Suvini Zerboni.
En 2020, se le concedió el León de Oro de Música de la Bienal de Venecia en reconocimiento a toda su carrera.

## Los Encuentros de Pamplona
En junio de 1972, Luis de Pablo organizó, junto al artista José Luis Alexanco, un evento cultural bajo el título “Encuentros de Pamplona”, dándose lugar en dicha ciudad. Durante una semana, se llevaron a cabo una serie de actividades en las cuales participaron a más de 350 artistas nacionales e internacionales. En la España de aquel momento, gobernada por el franquismo, los intentos de innovación estética se veían sometidos a cierto control y, en ocasiones, eran percibidos como amenaza al orden establecido. En este marco, los “Encuentros de Arte” de Pamplona nacen bajo la iniciativa de crear un espacio seguro dónde pudieran confluir distintas disciplinas artísticas españolas e incentivar su conexión con las corrientes vanguardistas internacionales.
El evento fue subvencionado por la familia de empresarios navarros Huarte, en especial Juan Huarte. El hecho de contar con financiación privada, permitió al festival evitar las interferencias del régimen franquista, otorgando a los organizadores un cierto margen de autonomía.
Contenidos y disciplinas artísticas
Los Encuentros de Pamplona abarcaron multitud de disciplinas vanguardistas posibles. Se llevaron a cabo acciones de arte conceptual, instalaciones multimedia, poesía experimental, así como conciertos de música electroacústica y contemporánea. Destacadas figuras de índole internacional acudieron de todo el mundo, entre ellas se encontraban: John Cage, Steve Reich, Dennis Oppenheim… A su vez, reconocidos artistas españoles, como Esther Ferrer o Isidoro Valcárcel Medina, también asistieron al encuentro. De esta forma, jóvenes creadores tuvieron la oportunidad de compartir espacio con personalidades relevantes en el panorama artístico internacional del momento.

## Distinciones
Entre sus distinciones más destacadas constan las siguientes:
- 1973: Medalla del Círculo de Escritores Cinematográficos a la mejor música por El espíritu de la colmena.[24]
- 1977: Doctor honoris causa de la Universidad Complutense de Madrid.
- 1978: Medalla del Círculo de Escritores Cinematográficos a la mejor música por ¿Qué hace una chica como tú en un sitio como este?.[25]
- 1986: Officier des Arts et des Lettres del Ministerio de Cultura francés.
- 1989: Académico de la Real Academia de Bellas Artes de San Fernando.
- 1991: Premio Nacional Música.
- 2003: Premio Honegger.
- 2004: Premio Guerrero de Música de la Fundación Jacinto Guerrero.
- 2004: Premio de Composición Musical Príncipe Pierre de Mónaco por su obra Frondoso misterio.
- 2005: Medalla de Oro del Círculo de Bellas Artes de Madrid.
- 2009: Académico de Jakiunde, la academia vasca de las ciencias, artes y letras.
- 2009: Premio Iberoamericano de la Música Tomás Luis de Victoria.[26]
- 2020: León de Oro de Música en la Bienal de Venecia.[19]

## Catálogo de obras (selección)
Selección del amplio catálogo de Luis de Pablo.

| Año                    | Obra | Tipo de obra                                                           | Duración |
| ---------------------- | --- | ---------------------------------------------------------------------- | -------- |
| 1953                   | Gárgolas, para piano. | Música solista (piano)                                                 | -        |
| 1954                   | Coral eucarístico, para septeto de viento (rev. 1958).                                                                                                 | Música instrumental                                                    | 07:00    |
| 1954                   | Sinfonías, para instrumentos de viento (primera versión).                                                                                              | Música orquestal                                                       | -        |
| 1954-66                | Sinfonías, para diecisiete instrumentos de metal (versión definitiva).                                                                                 | Música orquestal                                                       | 15:00    |
| 1955                   | Invenciones (rev. 1959-60). | Música orquestal                                                       | 14:00    |
| 1956                   | Concierto para clavicémbalo. | Música orquestal                                                       | -        |
| 1956                   | Misa Pax humilium, coro | Música vocal (coro)                                                    | -        |
| 1956                   | Elegía. | -                                                                      | -        |
| 1956                   | Tres Piezas para guitarra. | Música solista (guitarra).                                             | -        |
| 1956                   | Comentarios a dos, para soprano (o tenor), piccolo, vibráfono y contrabajo (textos: Gerardo Diego).                                                    | Música vocal (instrumentos)                                            | 11:00    |
| 1957                   | Móvil I, para dos pianos. | Música de cámara                                                       | 06:00    |
| 1957                   | Cinco Invenciones, para flauta o violín o piano. | Música solista                                                         | -        |
| 1958                   | Sonata para piano. | Música solista (piano)                                                 | 07:00    |
| 1958                   | Cuarteto nº 1. | Música de cámara                                                       | -        |
| 1959                   | Progressus, para 2 pianos. | Música solista (piano)                                                 | -        |
| 1959-67                | Móvil II, para piano a cuatro manos. | Música solista (piano)                                                 | 20:00    |
| 1960                   | Radial, para veinticuatro instrumentos en ocho grupos de tres.                                                                                         | Música orquestal                                                       | 08:00    |
| 1961                   | Glosa, para soprano y conjunto instrumental, sobre la «Soledad segunda» de Luis de Góngora.                                                            | Música vocal (instrumentos)                                            | 07:00    |
| 1961-62                | Polar, para 11 instrumentistas en 3 grupos (rev. 1999).                                                                                                | Música instrumental                                                    | 10:00    |
| 1961-62                | Libro para el pianista, para piano. | Música solista (piano)                                                 | -        |
| 1962                   | Condicionado para flauta. | Música solista (flauta)                                                | 04:00    |
| 1962                   | Música para la película El hombre del expreso de Oriente (Francisco de Borja Moro).                                                                    | Música de cine                                                         | -        |
| 1962                   | Prosodia, para piccolo, clarinete, xilófono, vibráfono y batería                                                                                       | Música de cámara                                                       | 06:00    |
| 1962-63                | Tombeau, para orquesta (rev. 1978/79). | Música orquestal                                                       | 10:00    |
| 1963                   | Recíproco, para flautas (un intérprete), piano y percusión.                                                                                            | Música de cámara                                                       | 12:00    |
| 1963                   | Cesuras, para 6 instrumentos (flauta, oboe, clarinete, violín, viola y violonchelo).                                                                   | Música de cámara                                                       | 12:00    |
| 1963                   | Música para la película El próximo otoño (Antonio Eceiza).                                                                                             | Música de cine                                                         | -        |
| 1963                   | Música para la película España insólita (Javier Aguirre).                                                                                              | Música de cine                                                         | -        |
| 1964                   | Música para la película Crimen de doble filo (José Luis Borau).                                                                                        | Música de cine                                                         | -        |
| 1964                   | Escena, para coro mixto y conjunto instrumental, sobre textos de Rafael de la Vega.                                                                    | Música vocal (instrumentos)                                            | 14:00    |
| 1964-65                | Módulos I, para once instrumentos. | Música instrumental                                                    | 10:00    |
| 1965                   | Ein Wort, para soprano, piano, violín y clarinete (sobre un poema de Gottfried Benn).                                                                  | Música vocal (instrumentos)                                            | -        |
| 1965                   | Mitología I, música electroacústica | Música electroacústica                                                 | -        |
| 1965                   | Música para la película De cuerpo presente (A. Eceiza).                                                                                                | Música de cine                                                         | -        |
| 1965                   | Música para la película La caza (Carlos Saura). | Música de cine                                                         | -        |
| 1965-67                | Módulos IV, para cuarteto de cuerda. | Música de cámara                                                       | 10:00    |
| 1965-66                | Iniciativas, para orquesta. | Música orquestal                                                       | 19:00    |
| 1966                   | Música para la película La busca (Angelino Fons). | Música de cine                                                         | -        |
| 1966                   | Módulos II,, para orquesta en dos grupos con dos directores.                                                                                           | Música orquestal                                                       | 15:00    |
| 1967                   | Imaginario I, para clave y tres percusionistas. | Música de cámara                                                       | 07:00    |
| 1967                   | Módulos III (Realización A), para diecisiete instrumentos en tres grupos.                                                                              | Música orquestal                                                       | 17:00    |
| 1967                   | Imaginario II,, para orquesta. | Música orquestal                                                       | 30:00    |
| 1967                   | Música para la película Último encuentro (Antonio Eceiza)                                                                                              | Música de cine                                                         | -        |
| 1967                   | Módulos V, para órgano. | Música solista                                                         | 10:00    |
| 1967-68                | Música para la película Peppermint frappé (Carlos Saura)                                                                                               | Música de cine                                                         | -        |
| 1968                   | Protocolo, espectáculo teatral (sobre textos del compositor).                                                                                          | Música de escena                                                       | 45:00    |
| 1968                   | Paráfrasis, para 12 instrumentos en 2 grupos. | Música instrumental                                                    | 12:00    |
| 1969                   | Música para la película La madriguera (Saura). | Música de cine                                                         | -        |
| 1969                   | Cuatro Invenciones, para orquesta. | Música orquestal                                                       | -        |
| 1969                   | Música para la película Las secretas intenciones (A. Eceiza).                                                                                          | Música de cine                                                         | -        |
| 1969                   | Quasi une fantasia, para sexteto de cuerdas y orquesta.                                                                                                | Música orquestal (concierto)                                           | 23:00    |
| 1969                   | Por diversos motivos (sobre textos de François Weyergans).                                                                                             | Música de escena                                                       | 18:00    |
| 1970                   | Yo lo vi, para coro mixto a cappella (doce voces). | Música vocal (a cappella)                                              | 18:00    |
| 1970                   | Comme d'habitude, para dos pianos (un pianista). | Música solista (piano)                                                 | 17:00    |
| 1970                   | Tamaño natural, para cinta magnética | Música de cinta                                                        | 40:00    |
| 1970                   | Cinco piezas para Miró, 10 instrumentos. | Música instrumental                                                    | -        |
| 1970                   | Música para la película El jardín de las delicias (Saura).                                                                                             | Música de cine                                                         | -        |
| 1970-84                | We, para cinta magnética (1.ª versión). | Música de cinta                                                        | 40:00    |
| 1971                   | Promenade sur un corps, para flauta sola y percusión ad libitum.                                                                                       | Música de cámara                                                       | 08:00    |
| 1971                   | Oroitaldi, para orquesta. | Música orquestal                                                       | 21:00    |
| 1971                   | La libertad sonríe, para quince vientos (o un conjunto variable de quince instrumentos).                                                               | Música instrumental                                                    | 20:00    |
| 1972                   | Je mange, tu manges, para orquesta y cinta magnética ad líbitum                                                                                        | Música orquestal                                                       | 20:00    |
| 1971-72                | Música para la película Goya, historia de una soledad (Nino Quevedo)                                                                                   | Música de cine                                                         | -        |
| 1972                   | Eléphants ivres I, para orquesta. | Música orquestal                                                       | 12:00    |
| 1972                   | Eléphants ivres II, para conjunto instrumental. | Música orquestal                                                       | 12:00    |
| 1972                   | Historia natural, para dos órganos, percusión y cinta magnética ad libitum                                                                             | Música de cámara                                                       | 60:00    |
| 1972                   | Pardon, para clarinete y trombón. | Música de cámara                                                       | 02:00    |
| 1972                   | Soirée, para clarinete y violín. | Música de cámara                                                       | 06:00    |
| 1972                   | Música para la película Carta de amor de un asesino (F. Regueiro).                                                                                     | Música de cine                                                         | -        |
| 1972                   | Música para la película Ana y los lobos (Saura). | Música de cine                                                         | -        |
| 1973                   | Vielleicht, para 6 percusionistas. | Música de cámara                                                       | 20:00    |
| 1973                   | Affetuoso, para piano. | Música solista (piano)                                                 | 20:00    |
| 1973                   | Masque, Música con acción para flauta, clarinete, piano y percusión.                                                                                   | Música de escena                                                       | 20:00    |
| 1973                   | Eléphants ivres III, para orquesta. | Música orquestal                                                       | 08:00    |
| 1973                   | Música para la película Ana y los Lobos (Carlos Saura)                                                                                                 | Música de cine                                                         | -        |
| 1973                   | Música para la película El espíritu de la colmena (Víctor Erice)                                                                                       | Música de cine                                                         | -        |
| 1973                   | Música para la película La prima Angélica (Carlos Saura)                                                                                               | Música de cine                                                         | -        |
| 1973                   | Le Prie-Dieu sur la terrasse, para percusión. | Música solista                                                         | 17:00    |
| 1973                   | Música para la película Habla, mudita (Manuel Gutiérrez Aragón).                                                                                       | Música de cine                                                         | -        |
| 1973-74                | Berceuse, Espectáculo de música con acción para 3 flautas, 2 percusionistas, órgano Hammond, soprano et actor.                                         | Música de escena                                                       | 30:00    |
| 1974                   | Eléphants Ivres IV, para orquesta. | Música orquestal                                                       | 11:00    |
| 1974                   | Solo un paso, Música con acción para actor y flauta.                                                                                                   | Música de escena                                                       | 42:00    |
| 1974                   | Visto de cerca, para tres voces masculinas no profesionales con pequeños instrumentos y cinta magnética                                                | Música vocal                                                           | 22:00    |
| 1974                   | Very gentle, Música con acción para soprano, contratenor y dos instrumentistas.                                                                        | Música de escena                                                       | 18:00    |
| 1974                   | Déjame hablar, para cuerdas. | Música instrumental                                                    | 16:00    |
| 1974-75                | Al son que tocan, para soprano, cuatro bajos, conjunto instrumental y banda magnética.                                                                 | Música vocal (instrumentos)                                            | 35:00    |
| 1974-75                | Portrait imaginé, para coro mixto, conjunto instrumental y dos cintas magnéticas (rev. 1998).                                                          | Música vocal (instrumentos)                                            | 51:00    |
| 1974-80                | Latidos, para orquesta. | Música orquestal                                                       | 17:00    |
| 1975                   | Zurezko olerkia (Poema de madera), para coro mixto, dos txalapartas y cuatro percusionistas.                                                           | Música vocal (instrumentos)                                            | 60:00    |
| 1976                   | Música para la película Pascual Duarte (Ricardo Franco)                                                                                                | Música de cine                                                         | -        |
| 1976                   | Pocket Zarzuela (texto José Miguel Ullán), para mezzo, flauta, clarinete, violín, violonchelo y piano.                                                 | Música instrumental                                                    | 14:00    |
| 1976                   | Chamán, para cinta magnética | Música de cinta                                                        | 23:00    |
| 1976                   | A modo de concierto, para percusión y conjunto instrumental.                                                                                           | Música orquestal (concierto)                                           | 17:00    |
| 1976                   | Credo para doble quinteto de viento. | Música instrumental                                                    | 15:00    |
| 1976-77                | Invitación a la memoria, para conjunto instrumental.                                                                                                   | Música instrumental                                                    | 25:00    |
| 1977                   | Bajo el sol [textos del Eclesiastés, de Mateo Alemán y Byron], para coro mixto a cappella                                                              | Música vocal (a cappella)                                              | 25:00    |
| 1977                   | Lerro para flauta. | Música solista (flauta)                                                | 03:00    |
| 1977                   | Música para la película Las palabras de Max (Emilio Martínez-Lázaro).                                                                                  | Música de cine                                                         | -        |
| 1977                   | Música para la película A un dios desconocido (Jaime Chávarri).                                                                                        | Música de cine                                                         | -        |
| 1977                   | Música para la película Reina Zanahoria (Gonzalo Suárez).                                                                                              | Música de cine                                                         | -        |
| 1977                   | Oculto, para clarinete bajo (1.ª versión) o saxofón (2.ª versión) (Hay 2003 vers. sax contralto)).                                                     | Música solista                                                         | 08:00    |
| 1977-78                | Ederki, para soprano, viola y percusión, sobre un poema del poeta medieval Jean Robertet.                                                              | Música vocal (instrumentos)                                            | 05:00    |
| 1978                   | Música para la película ¿Qué hace una chica como tú en un sitio como éste? (Fernando Colomo).                                                          | Música de cine                                                         | -        |
| 1978                   | Música para la película Compañero de viaje (Clemente de la Cerda).                                                                                     | Música de cine                                                         | -        |
| 1978                   | Tinieblas del agua, para cinta magnética | Música de cinta                                                        | 40:00    |
| 1978                   | Trio à cordes. | Música de cámara                                                       | 13:00    |
| 1978-79                | Concierto para piano y orquesta n° 1 | Música orquestal (concierto)                                           | 20:00    |
| 1979-82                | Kiu. Ópera en dos actos, libreto de Luis de Pablo basado en El cero transparente de Alfonso Vallejo (dramaturgo)                                       | Ópera                                                                  | -        |
| 1979                   | Canción, para soprano y cuatro instrumentos, sobre texto de Juan Gil-Albert.                                                                           | Música vocal (instrumentos)                                            | 06:00    |
| 1979                   | Intermezzo y dos arias de Kiu para orquesta. | Música orquestal                                                       | 06:00    |
| 1979                   | Concierto de cámara, para piano y orquesta de cámara.                                                                                                  | Música orquestal (concierto)                                           | 20:00    |
| 1979-80                | Concierto para piano y orquesta n° 2, Per a Mompou. | Música orquestal (concierto)                                           | 22:00    |
| 1979-80                | Ofrenda (Seis piezas a la memoria de Manuel Azaña) para violonchelo.                                                                                   | Música solista                                                         | 18:00    |
| 1980                   | Dibujos, para flauta, clarinete, violín y violonchelo.                                                                                                 | Música de cámara                                                       | 12:00    |
| 1980                   | Sonido de la guerra, basado en el poema homónimo de Vicente Aleixandre, para soprano, tenor, recitador, pequeño coro femenino y conjunto instrumental. | Música vocal (instrumentos)                                            | 20:00    |
| 1980                   | Retratos de la Conquista, para cuatro grupos corales mixtos a cappella                                                                                 | Música vocal (a cappella)                                              | 20:00    |
| 1980-81                | Tornasol, para conjunto instrumental y cinta magnétic                                                                                                  | Música instrumental                                                    | 15:00    |
| 1981                   | Una cantata perdida, para soprano, contrabajo y percusión, sobre textos de Fernando Pessoa.                                                            | Música vocal (instrumentos)                                            | 25:00    |
| 1981-84                | Viatges y flors, para soprano, recitador, coro y orquesta, sobre textos de Mercè Rodoreda.                                                             | Música vocal (instrumentos)                                            | 36:00    |
| 1982                   | El manantial, para soprano y seis instrumentos (textos: Jorge Guillén.                                                                                 | Música vocal (instrumentos)                                            | 08:00    |
| 1982                   | Cuaderno, cinco piezas para piano. | Música solista (piano)                                                 | 22:00    |
| 1982                   | Deux Improvisations para clave. | Música solista                                                         | 08:00    |
| 1983                   | Adagio, para orquesta. | Música orquestal                                                       | 14:00    |
| 1983                   | Concierto para clave, cuerdas y dos percusionistas (nueva versión del Concierto n º2 para piano.                                                       | Música orquestal (concierto)                                           | 22:00    |
| 1983                   | Saturno, para dos percusionistas. | Música de cámara                                                       | 14:00    |
| 1983                   | Malinche, para soprano, percusión, teclados y cinta magnética (1.ª versión).                                                                           | Música vocal (instrumentos)                                            | 24:00    |
| 1983-84                | J.H., para clarinete en la y violonchelo. | Música de cámara                                                       | 11:00    |
| 1983-84                | Cinco Meditaciones, para conjunto instrumental. | Música instrumental                                                    | 16:00    |
| 1984                   | We, para cinta magnética (2.ª versión). | Música de cinta                                                        | 23:00    |
| 1984-85                | Serenata, para coro mixto y banda. | Música vocal (a cappella)                                              | 21:00    |
| 1984-86                | Cuatro fragmentos de «Kiu», suite para violín y piano (1.ª versión).                                                                                   | Música de cámara                                                       | 20:00    |
| 1984-86                | Ocho Epigramas de Marcial (n.º 5 de Tarde de poetas), para 12 voces sobre textos latinos.                                                              | Música vocal                                                           | 04:00    |
| 1984-88                | El viajero indiscreto (1984-1988). Ópera en un prólogo, dos actos y un epílogo. Libreto de Vicente Molina Foix.                                        | Ópera                                                                  | 180:00   |
| 1985                   | Como Moisés es el viejo, para 12 voces mixtas sobre textos de Vicente Aleixandre, extraído de Tarde de poetas.                                         | Música vocal                                                           | 12:00    |
| 1985                   | Cuatro canciones de Ibn Gabirol, para barítono y cuatro instrumentos, extraído de Tarde de poetas.                                                     | Música vocal                                                           | 12:00    |
| 1985                   | Orquestación de Mahler: Zu Straßburg auf der Schanz, sobre textos de «Des Knaben Wunderhorn»                                                           | Música vocal (instrumentos)                                            | 04:00    |
| 1985-86                | Tarde de poetas, para soprano, barítono, coro mixto y conjunto instrumental.                                                                           | Música vocal (coro)                                                    | 40:00    |
| 1985-86                | Malinche, para soprano y piano (2.ª versión). | Música vocal                                                           | 24:00    |
| 1985-86                | Fragmento, para cuarteto de cuerda. | Música de cámara                                                       | 15:00    |
| 1985-86                | Cuatro fragmentos de «Kiu», para flautas (un intérprete) y piano (2.ª versión).                                                                        | Música de cámara                                                       | 20:00    |
| 1986-87                | Eclair, para orquesta. | Música orquestal                                                       | 03:00    |
| 1987                   | Fiesta, para seis percusionistas y orquesta de cuerda (hay ver. solo perc, 1988).                                                                      | Música orquestal                                                       | 20:00    |
| 1987                   | Toy Piano, per pianoforte da Caligrafías. | Música solista (piano)                                                 | 04:00    |
| 1987                   | Adagio-Cadenza-Allegro spiritoso, para oboe y orquesta de cuerda.                                                                                      | Música orquestal (concierto)                                           | 09:00    |
| 1987                   | Notturnino. | Música orquestal                                                       | 06:00    |
| 1987                   | Federico Mompou in memoriam, para piano, violín y chelo (de Caligrafías).                                                                              | Música de cámara                                                       | 04:00    |
| 1987                   | Senderos del Aire, para orquesta. | Música orquestal                                                       | 30:00    |
| 1988                   | Il violino spanolo para violín. | Música solista                                                         | 12:00    |
| 1988                   | Une couleur, para saxofones y orquesta. | Música orquestal (concierto)                                           | 22:00    |
| 1988                   | Com un epileg, para coro masculino y conjunto instrumental; texto: Pere Gimferrer.                                                                     | Música vocal (instrumentos)                                            | 18:00    |
| 1989                   | Figura en el mar, para flauta y orquesta. | Música orquestal (concierto)                                           | 31:00    |
| 1989                   | Compostela, para violín y violonchelo. | Música de cámara                                                       | 20:00    |
| 1989                   | Otros senderos, para dos pianos. | Música solista (piano)                                                 | 30:00    |
| 1989                   | Amable sombra, para dos pianos. | Música solista (piano)                                                 | 20:00    |
| 1989-90                | Metáforas, para piano y cuarteto de cuerda. | Música de cámara                                                       | 20:00    |
| 1990                   | Sexteto (Paráfrasis e interludio), para sexteto de cuerdas.                                                                                            | Música de cámara                                                       | 20:00    |
| 1990                   | Cinq Impromptus, para orquesta [I EN TORNO A UN DO SOSTENIDO - II MELODIA - III ISOCRONIAS - IV UN RELAMPAGO - V ESTUDIO ARMONICO ]                    | Música orquestal                                                       | 28:00    |
| 1990                   | Ornamento, per ottavino e celesta. | Música de cámara                                                       | 03:00    |
| 1990                   | Las orillas para orquesta | Música orquestal                                                       | 33:00    |
| 1990                   | Melisma furioso, para flauta. | Música solista (flauta)                                                | 15:00    |
| 1990                   | Ricercare recordare, para recitador, coro mixto, y conjunto instrumental.                                                                              | Música vocal (instrumentos)                                            | 13:00    |
| 1990                   | Antigua fe, para soprano coloratura, coro masculino y orquesta.                                                                                        | Música vocal (instrumentos)                                            | 45:00    |
| 1990-91                | Libro de imágenes, para nueve instrumentos. | Música instrumental                                                    | 27:00    |
| 1990-92                | Monólogo, para viola. | Música solista                                                         | 20:00    |
| 1991                   | De la América pretérita, para soprano,, dos locutores masculinos (ad libitum) y orquesta.                                                              | Música vocal (instrumentos)                                            | 25:00    |
| 1991                   | Retratos y transcripciones I [Allegramente - Gong - Tango], para piano (en 1996 ver para fisarmonica).                                                 | Música solista (piano)                                                 | 12:00    |
| 1991                   | Sueños, para piano y orquesta. | Música orquestal (concierto)                                           | 25:00    |
| 1991-92                | Paraiso y tres danzas macabras, para doce instrumentos.                                                                                                | Música instrumental                                                    | 15:00    |
| 1991-92                | La madre invita a comer. Ópera en cinco escenas (Libreto de Vicente Molina Foix).                                                                      | Ópera                                                                  | 75:00    |
| 1992                   | Parodia, para cuarteto de cuerda. | Música de cámara                                                       | 02:00    |
| 1992                   | Canto, piano solista y orquesta. | Música orquestal                                                       | -        |
| 1992                   | Fábula, inspirado en el poema «La fábula de x.y.z.» de Gerardo Diego, para guitarra.                                                                   | Música solista (guitarra)                                              | 17:00    |
| 1992-93                | Ritornello, para 8 violonchelos. | Música instrumental                                                    | 12:00    |
| 1992-93                | Umori, para quinteto de viento. | Música de cámara                                                       | 14:00    |
| 1992-93                | Variaciones de León, para seis voces solistas, sobre texto de Vicente Molina Foix.                                                                     | Música vocal (a cappella)                                              | 09:00    |
| 1993                   | Caligrafía serena, para cuarteto de cuerda. | Música de cámara                                                       | 18:00    |
| 1993                   | Trío, para piano, violín y violonchelo. | Música de cámara                                                       | 18:00    |
| 1993                   | Segunda lectura, para 10 instrumentos. | Música instrumental                                                    | 26:00    |
| 1993                   | Eros, para violonchelo, piano y conjunto instrumental.                                                                                                 | Música instrumental                                                    | 18:00    |
| 1994                   | Nadería, para el Maestro Goffredo Petrassi, per pianoforte                                                                                             | Música solista (piano)                                                 | 03:00    |
| 1994                   | Nonetto, para conjunto instrumental. | Música instrumental                                                    | 10:00    |
| 1994                   | Romancero, para dos sopranos, dos contraltos, dos tenores y dos bajos, sobre textos del Romancero viejo                                                | Música vocal                                                           | 40:00    |
| 1994                   | Cape Cod [sobre texto de George Santayana], para seis voces a cappella                                                                                 | Música vocal (capella)                                                 | 08:00    |
| 1995-96                | Flessuoso (3.er cuarteto de cuerda). | Música de cámara                                                       | 14:00    |
| 1995                   | Monos y liebres, para clarinete bajo y marimba de cinco octavas.                                                                                       | Música de cámara                                                       | 12:00    |
| 1994                   | Ex-voto, para violín y viola. | Música de cámara                                                       | 12:00    |
| 1994                   | Ouverture á la francaise, para flauta y saxofón. | Música de cámara                                                       | 12:00    |
| 1994                   | Vendaval, para orquesta. | Música orquestal                                                       | 30:00    |
| 1995-96                | Rostro para orquesta de cámara. | Música orquestal                                                       | 08:30    |
| 1995-96                | Tréboles, para orquesta. | Música orquestal                                                       | 25:00    |
| 1996                   | Relámpagos, para tenor y orquesta. | Música vocal                                                           | 12:00    |
| 1996                   | Retratos y transcripciones II [Una corda - Cetra - Balletto], para piano.                                                                              | Música solista (piano)                                                 | -        |
| 1996-97                | Concierto para violín y orquesta. | Música orquestal                                                       | 28:00    |
| 1997                   | Un día tan sólo (dedicada a Franco Donatoni), para flauta y clarinete                                                                                  | Música de cámara                                                       | 06:00    |
| 1997-98                | Trimalchio, para fagot y trompa. | Música de cámara                                                       | 13:00    |
| 1997-98                | Soliloquio, para flauta solo. | Música solista.                                                        | 20:00    |
| 1997-99                | La señorita Cristina (1997/99). Ópera en tres actos con libreto del propio compositor, basado en la novela homónima de Mircea Eliade.                  | Ópera                                                                  | -        |
| 1998                   | Quinteto, de clarinete y cuerdas. | Música orquestal                                                       | 20:00    |
| 1998                   | Corola, para 4 saxofones. | Música de cámara                                                       | 13:00    |
| 1999                   | Tre framenti sacri, para coro mixto, 2 trompas y trombón.                                                                                              | Música vocal (coro)                                                    | 04:00    |
| 1999                   | Puntos de amor, para clarinete y soprano. | Música vocal                                                           | 15:00    |
| 1999-2000              | Carta cerrada [San Juan de la Cruz], para 12 voces mixtas.                                                                                             | Música vocal                                                           | 15:00    |
| 2000                   | Epístola del transeúnte para 6 instrumentos. | Música instrumental                                                    | 20:00    |
| 2000                   | Solo Kunst, para clarinete y conjunto. | Música instrumental                                                    | 11:00    |
| 2000                   | La Navidad preferida (Belén navideño), para soprano, coro mixto, recitante (ad libitum) y orquesta. Poema: Vicente Aleixandre                          | Música vocal (coro)                                                    | 16:00    |
| 2000-01                | Concertino, para piano solista a 4 manos, cuerda y timbales.                                                                                           | Música instrumental                                                    | 14:00    |
| 2000-01                | Bach 1626, para clarinete y conjunto. | Música instrumental                                                    | 10:00    |
| 2001                   | Frondoso misterio, concierto de violonchelo y orquesta.                                                                                                | Música orquestal                                                       | 29:00    |
| 2001                   | Fantasías, para guitarra y orquesta de cámara | Música instrumental                                                    | 31:00    |
| 2001                   | La Patum, para orquesta de cámara | Música orquestal                                                       | 03:00    |
| 2001                   | Retratos y transcripciones III, para piano (III serie: Notturno come un recitativo - Confusione - Bisbiglio in chiave di violino).                     | Música solista (piano)                                                 | 15:00    |
| 2001                   | Tres piezas académicas, para violín solo. | Música solista.                                                        | 08:00    |
| 2001-02                | Leggero-Pesante, para piano. | Música solista (piano)                                                 | 15:00    |
| 2002                   | ...Eleison. In memoriam Carmelo Bernaola, para 8 violonchelos.                                                                                         | Música instrumental                                                    | 20:00    |
| 2002-03                | Los novísimos, para orquesta y coro. | Música sinfónico-coral                                                 | 34:00    |
| 2003                   | Chiave de basso, para orquesta. | Música orquestal                                                       | 18:00    |
| 2003                   | Retratos y transcripciones IV [Chiave di basso - Leggero-pesante], para piano.                                                                         | Música solista (piano)                                                 | 35:00    |
| 2003                   | Fandango, para guitarra y orquesta de cámara | Música orquestal                                                       | 02:00    |
| 2003                   | Rumía, para cuarteto de saxofones. | Música de cámara                                                       | 14:00    |
| 2003                   | Razón dormida, para 15 instrumentos. | Música instrumental                                                    | 24:00    |
| 2004                   | Casi un espejo, par orquesta. | Música orquestal                                                       | 18:00    |
| 2004                   | Voluntad de flores, para cuarteto de arcos. | Música de cámara                                                       | 05:30    |
| 2004                   | Acrobacias, dos piezas fáciles para piano [I. Tonada - II. Saludo a Albéniz]                                                                           | Música solista (piano)                                                 | 03:30    |
| 2004                   | Fragmenta Psalmorium, para coro de voces blancas. | Música vocal (coro)                                                    | 05:00    |
| 2004                   | Cadencia, para marimba y vibráfono. | Música de cámara                                                       | 07:00    |
| 2004-05                | ...Con alcune licenze, para dos grupos instrumentales y piano                                                                                          | Música instrumental                                                    | 15:00    |
| 2004-05                | Sombrío, para un percusionista y 18 instrumentos | Música instrumental                                                    | 30:00    |
| 2004-05                | Un parque (2006). Ópera en un acto con libreto del compositor sobre un relato de Yukio Mishima.                                                        | Ópera                                                                  | 60:00    |
| 2005                   | Segundo Trío, para piano, violín y violonchelo. | Música de cámara                                                       | 30:00    |
| 2008                   | Danzas secretas, para arpa y orquesta. | Música orquestal                                                       | 25:00    |
| 2008                   | Martinus, para recitador, barítono, coro infantil, coro mixto y orquesta.                                                                              | Cantata sobre la vida de san Martín de Tours                           |          |
| 2019                   | Cantata femenina Anna Swir, para coro femenino y orquesta.                                                                                             | Cantata sobre poemas de Anna Swir (Anna Świrszczyńska)                 |          |
| 2022 (estreno póstumo) | El abrecartas | Ópera con libreto de Vicente Molina Foix, basada en la novela homónima |          |

### Libros de Luis de Pablo
- Aproximación a una estética de la música contemporánea, Colección "Los Complementarios", v. 11, Madrid, Ciencia Nueva, 1968
- Lo que sabemos de música, Madrid, Gregorio del Toro, 1967, ISBN 978-84-312-0078-7
- Compostela: dúo para violín y violonchelo. Música en Compostela (Madrid). 1989. ISBN 978-84-600-7192-1.
- Obras encargo de "Música en Compostela". Música en Compostela (Madrid). 2007. ISBN 978-84-611-8497-2.

### Libros sobre Luis de Pablo
- Álvarez-Fernández, Miguel, Luis de Pablo: Inventario. Madrid, Ediciones Casus Belli, 2020, ISBN 978-84-947072-8-5
- Trisán, José Luis, La libertad sonríe (homenaje a Luis de Pablo), Zaragoza, Prensas Universitarias de Zaragoza, 1999 (libro de poemas inspirado en las obras musicales de De Pablo) ISBN 978-84-7733-507-8
- Volder, Piet de, Encuentros con Luis de Pablo: ensayos y entrevistas. Ensayo preliminar: José Luis García del Busto. Traducción: Rafael Eguílaz. Madrid, Fundación Autor, 1998, ISBN 978-84-8048-199-1

### Traducciones realizadas por Luis de Pablo
- Stuckenschmidt, H. H., Arnold Schönberg, Madrid, Rialp, 1964, ISBN 978-84-321-1191-4